# Gus Hutchison
Gus Hutchison (Atlanta, 26 de abril de 1937) foi um automobilista norte-americano de Fórmula 1. Disputou uma única prova na F1, e abandonou após um vazamento de combustível. Na oportunidade pilotou um Brabham BT26, no Grande Prêmio dos Estados Unidos de 1970.